# 池田政綱
池田 政綱（いけだ まさつな）は、江戸時代前期の大名。播磨国赤穂藩初代藩主。

## 略歴
慶長10年（1605年）、播磨姫路藩主・池田輝政の五男として姫路城で生まれる。母は徳川家康の次女・督姫であるから、家康の外孫に当たる。そのため、慶長16年（1611年）には家康から松平姓を下賜された。元和元年（1615年）、備前岡山藩主だった兄の池田忠継が死去すると、その遺領から赤穂郡3万5,000石を分与されて、赤穂藩を立藩した。
元和9年（1623年）7月19日に従五位下、右京大夫に叙任する。寛永3年（1626年）には従四位下に昇進する。藩政においても藩の基礎を固めるなど、若くして手腕を見せていたが、元和4年（1618年）には本多忠政の家臣・稲垣平馬事件も起こるなど、世情不安の中で寛永8年（1631年）7月29日に死去した。享年27。
継嗣がいなかったため、赤穂藩は一旦は無嗣改易となるが、弟の輝興が家督を継ぐことを許された。